# Neobisium speleophilum
Espèce
Neobisium speleophilum est une espèce de pseudoscorpions de la famille des Neobisiidae.

## Distribution
Cette espèce est endémique du kraï de Krasnodar en Russie. Elle se rencontre dans la grotte Perlovodnyi pescery.

## Description
Le mâle holotype mesure 2,07 mm.

## Publication originale
- Krumpál, 1986 : Pseudoscorpione (Arachnida) aus Höhlen der UdSSR. Über Pseudoscorpioniden-Fauna der UdSSR V. Biologia (Bratislava), vol. 41, no 2, p. 163-172.